# Autonoe (planta)
Autonoe es un género con 6 especies de plantas con flores perteneciente a la subfamilia Scilloideae de la familia Asparagaceae. Es originario de Macaronesia y norte de África.

## Taxonomía
El género fue descrito por (Webb & Berthel.) Speta  y publicado en Phyton. Annales Rei Botanicae 38: 93. 1998.

## Especies
- Autonoe berthelotii (Webb) Speta
- Autonoe dasyantha (Webb & Berthel.) Speta
- Autonoe haemorrhoidalis (Webb & Berthel.) Speta
- Autonoe iridifolia (Webb & Berthel.) Speta
- Autonoe latifolia (Willd. ex Schult.f.) Speta
- Autonoe madeirensis (Menezes) Speta